# Angrogna
Angrogna is een gemeente in de Italiaanse provincie Turijn (regio Piëmont) en telt 813 inwoners (31-12-2004). De oppervlakte bedraagt 38,7 km², de bevolkingsdichtheid is 21 inwoners per km².
De volgende frazioni maken deel uit van de gemeente: Baussan, Martel, Pradeltorno, Serre.

## Demografie
Angrogna telt ongeveer 417 huishoudens. Het aantal inwoners steeg in de periode 1991-2001 met 7,3% volgens cijfers uit de tienjaarlijkse volkstellingen van ISTAT.
| Jaar | Inwoneraantal |
| ---- | ------------- |
| 1991 | 724           |
| 2001 | 777           |

## Geografie
De gemeente ligt op ongeveer 782 m boven zeeniveau.
Angrogna grenst aan de volgende gemeenten: Perrero, Prali, Pramollo, San Germano Chisone, Prarostino, Villar Pellice, Bricherasio, Torre Pellice, Luserna San Giovanni.

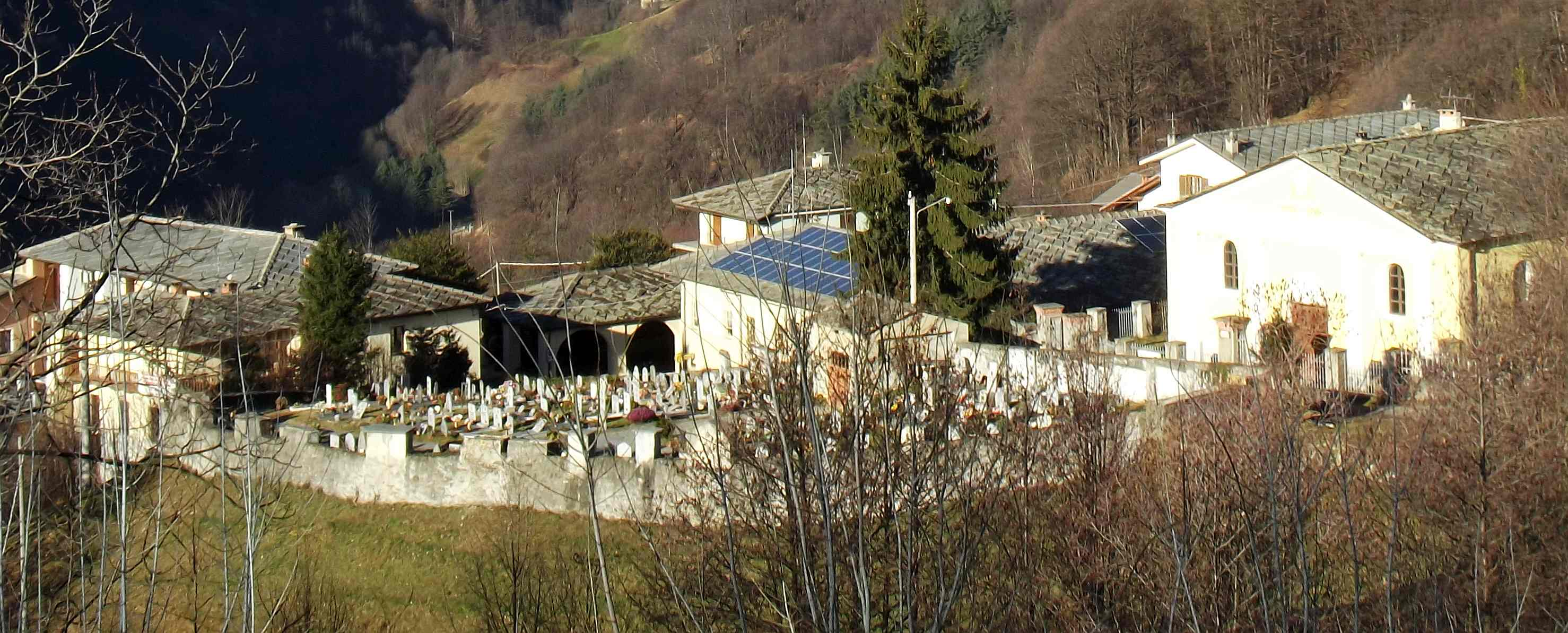
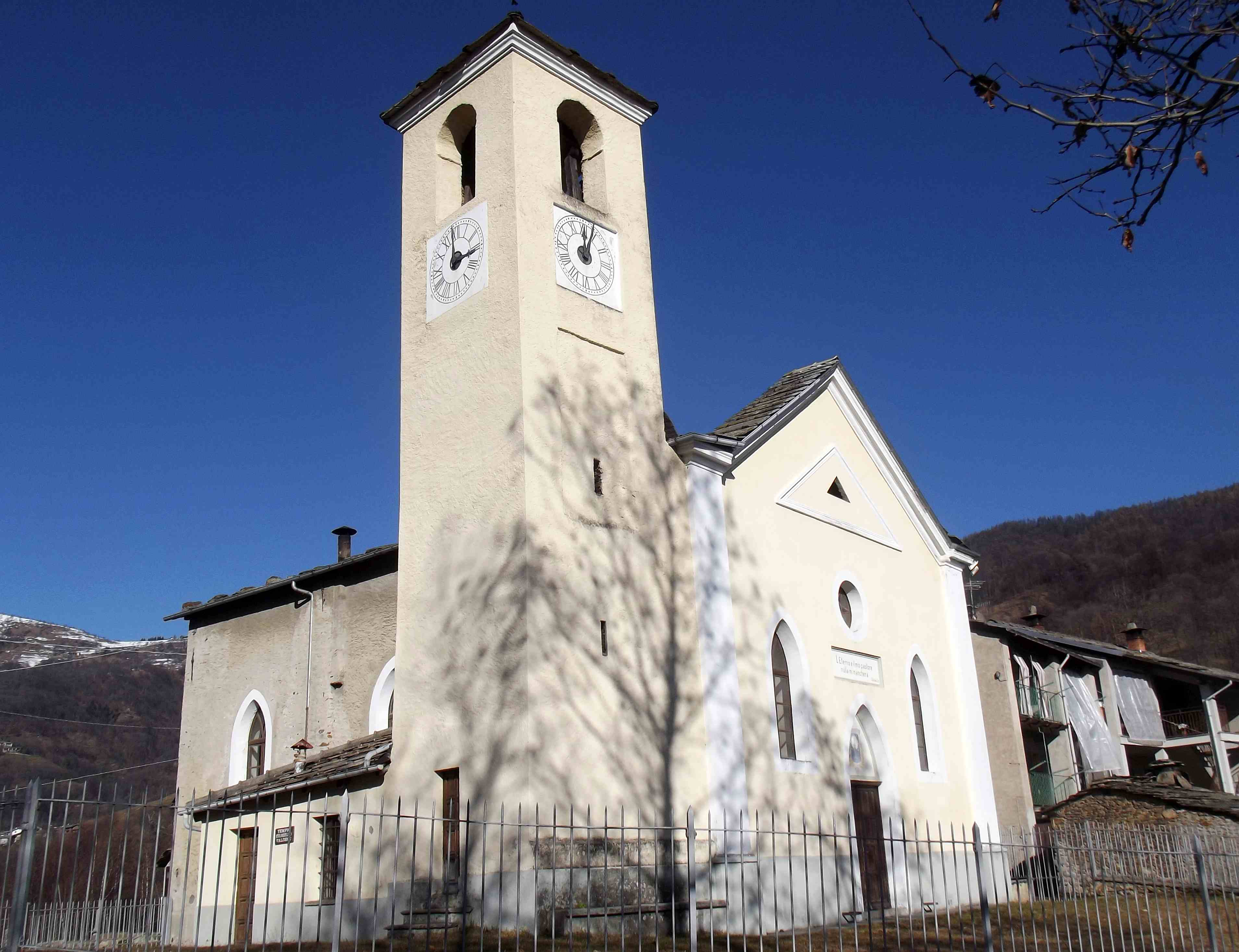
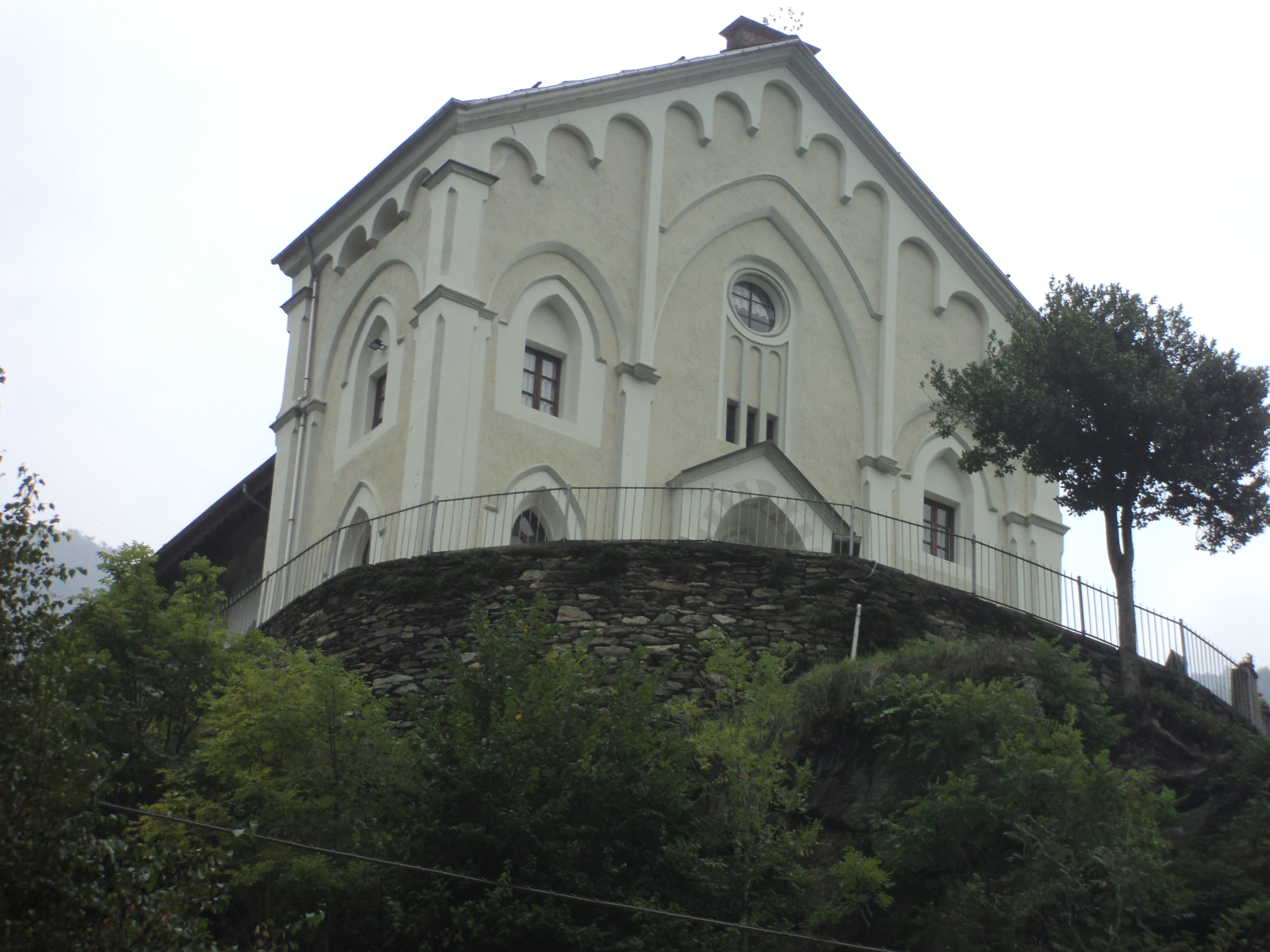
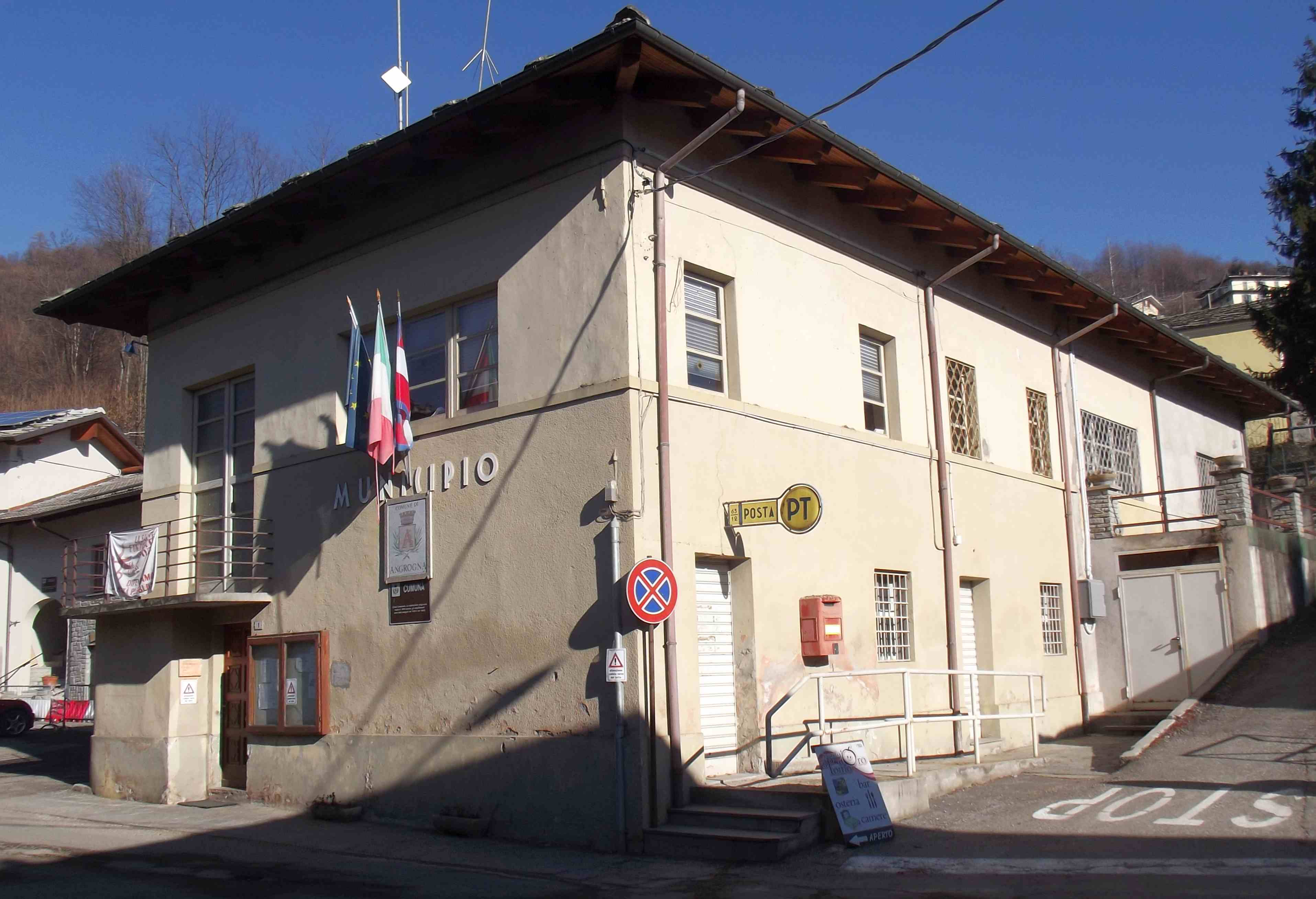

1. ↑  https://demo.istat.it/?l=it.